# بيوت الخبرة السويسرية

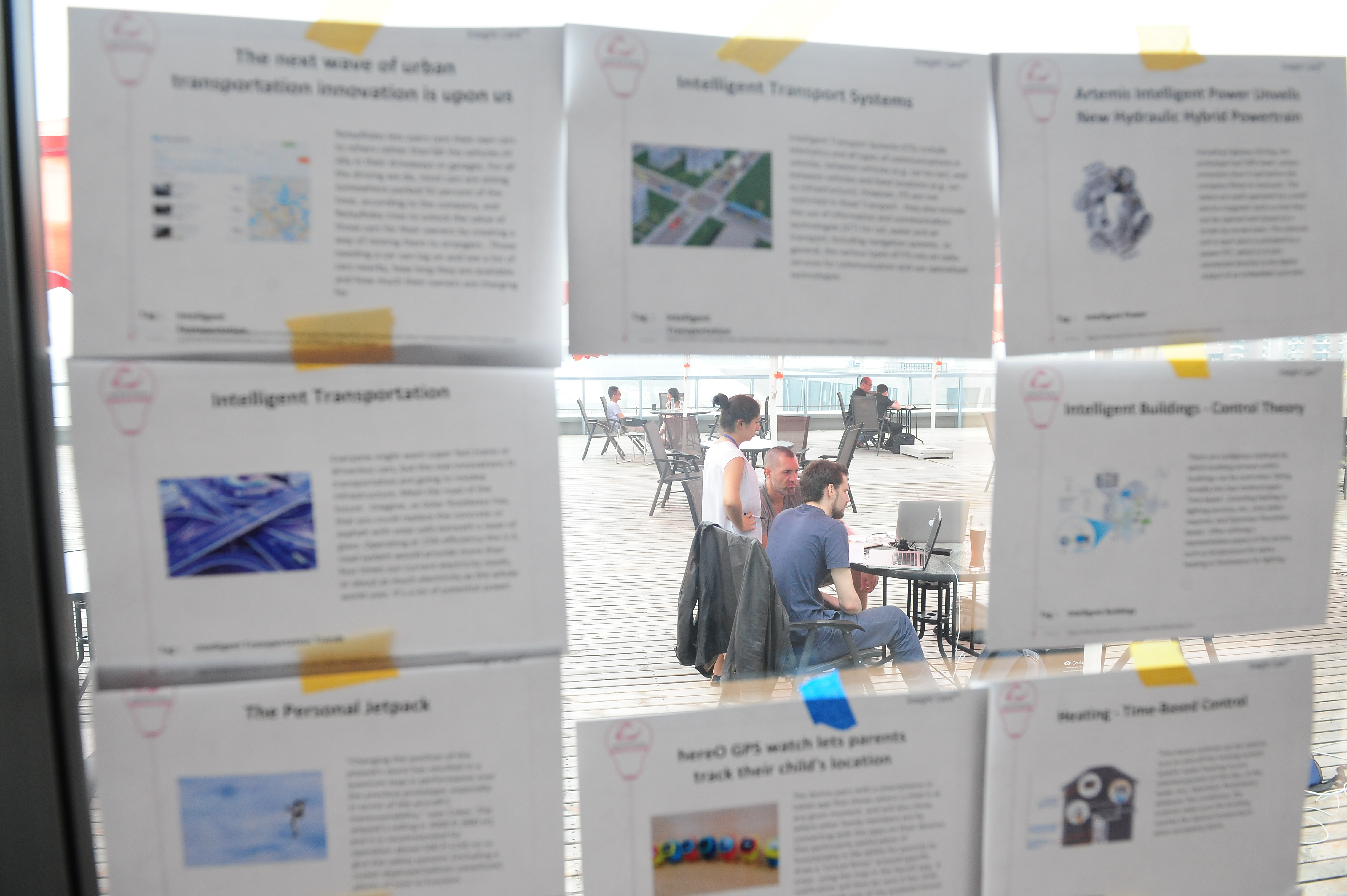
الاتصالات السويسرية swissnex، بالصين

بيوت الخِـبرة السويسرية أنشأت سويسرا شبكة اتصالات حول العالم للاستشارة العلمية تعرف باسم «البيوت السويسرية» أو «الاتصالات السويسرية swissnex»، تكرس جهدها في إبراز الأبحاث السويسرية. وقد أسست شبكتها الأولي في مدينة بوسطن الأمريكية في عام 2000، والثانية في مدينة سان فرانسيسكو الأمريكية في عام 2003، والثالثة في سنغافورة في عام 2004، وبعد افتتاح فرع للشبكة في شنغهاي في الصين، يجري الاستعداد لفتح فرع آخر في بنغالور في الهند.
ولا تهدف هذه المراكز إلى تشجيع العلم والبحث فحسب، بل أيضا إلى تشجيع تجارة التكنولوجيا الفائقة، كما تنظم التبادل والتعاون العلمي بين الجامعات، وتساعد الأكاديميين في المؤسسات العلمية السويسرية على حضور المعارض التعليمية المحلية وتنظيم عروض علمية تجمع البحوث السويسرية.